# 離角
離角（）とは、位置天文学において、ある点から見た2つの天体のなす角度である。とりわけ「惑星の離角」と言った場合は、地球の中心から見た太陽と惑星のなす角度（地心真角距離）をさす。太陽と惑星の黄経の差と説明されることもあるが正しくない（一致しない）。

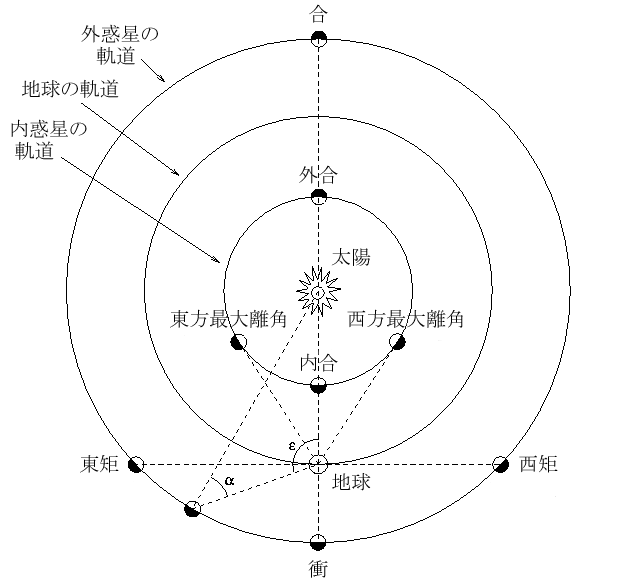
内惑星・外惑星と地球の位置関係 図中央が太陽、図中央下が地球である。地球から内惑星に伸びる点線が最大離角を示している。点線は地球から見た内惑星の軌道に対する接線でもある。左上に伸びる点線は東方最大離角、右上に伸びる点線は西方最大離角を現している。内合のほか、外惑星に対する外合、東矩と西矩の位置も記入されている。

天体の位置を、基準点を中心とする天球上の経緯度で表した場合、天体1の経度・緯度を {\displaystyle (\lambda _{1},\beta _{1})} とし、天体2の経度・緯度を {\displaystyle (\lambda _{2},\beta _{2})} とすると、天体1と天体2の離角{\displaystyle p}は
{\displaystyle p=\arccos \left(\sin \beta _{1}\sin \beta _{2}+\cos \beta _{1}\cos \beta _{2}\cos \left(\lambda _{1}-\lambda _{2}\right)\right)}
で表される。この場合の経緯度は、黄経・黄緯でも、赤経・赤緯でも良い。
天体1と天体2の経度が等しい（{\displaystyle \lambda _{1}=\lambda _{2}}）場合、上式の{\displaystyle p}は緯度の差に等しい。また、天体1と天体2の緯度がともに0度の場合、上式の{\displaystyle p}は経度の差に等しい。すなわち、太陽と惑星の離角が黄経の差と等しいのは、太陽と惑星がともに黄緯0度の場合に限られる。
2つの天体の地心視黄経の差が容易に0度になるのに比べると、離角が0度になるのは極めて稀である。なぜならば、離角が0度の時は視黄経も視黄緯も（あるいは視赤経も視赤緯も）どちらも厳密にピッタリ一致することが必要だからである。例えば、2012年6月6日の金星の太陽面通過において、金星は太陽との地心視黄経の差が0度になる合を迎えたが、離角の最小値（最小角距離）は約0.153度（約550秒角）でゼロにはならない。

## 最大離角
ある惑星から見て、それよりも内側に軌道のある惑星（内惑星）は、太陽とその惑星との離角がある一定の値以上にはならない。これを最大離角といい、太陽よりも内惑星が東側にある場合を東方最大離角、西側にある場合を西方最大離角という。ここでいう「東方」「西方」とは、内惑星が太陽に対して相対的に位置する方角であり、地上から観望できる方位とは関係がない。もし東方最大離角の内惑星を眼視で観望するには、太陽が沈んだ後の西の空に残る内惑星を観望することになる。また、内惑星の離角あるいは最大離角は、地上から観望できる高度とも関係がない（離角が大きいほど、太陽から離れているので、より高い高度で観望できる、という点はあるが）。
水星と金星の太陽からの平均距離（それぞれ0.3871 au、0.7233 au）を用いると、地球から見た水星と金星の最大離角はそれぞれ22.8度、46.3度となる。しかし、地球と内惑星の軌道がともに楕円をなし、また互いの公転面が一致していないために、毎サイクルにおける最大離角は同じではなく、毎回異なる。特に水星は軌道の離心率が約0.2と大きいため、近日点と遠日点の距離に大きな隔たりがあり、最大離角の範囲も約18度～28度と広い（すなわち、水星の最大離角の最大値は、約28度である）。金星の最大離角は、約45度～47度の範囲に収まる。
次表に2013年以降の直近の水星と金星の最大離角を掲げる。
|      |        | 東方最大離角           | 東方最大離角 | 西方最大離角           | 西方最大離角 |
| ---- | ------ | ---------------------- | ------------ | ---------------------- | ------------ |
| 水星 | 2013年 | 2月16日 21:35頃 (UTC)  | 18.13°       | 3月31日 21:50頃 (UTC)  | 27.83°       |
| 水星 | 2013年 | 6月12日 16:40頃 (UTC)  | 24.28°       | 7月30日 8:50頃 (UTC)   | 19.63°       |
| 水星 | 2013年 | 10月 9日 10:10頃 (UTC) | 25.34°       | 11月18日 2:25頃 (UTC)  | 19.48°       |
| 水星 | 2014年 | 1月31日 10:05頃 (UTC)  | 18.37°       | 3月14日 6:30頃 (UTC)   | 27.55°       |
| 水星 | 2014年 | 5月25日 7:10頃 (UTC)   | 22.68°       | 7月12日 18:25頃 (UTC)  | 20.91°       |
| 水星 | 2014年 | 9月21日 22:05頃 (UTC)  | 26.40°       | 11月 1日 12:40頃 (UTC) | 18.66°       |
| 水星 | 2015年 | 1月14日 20:30頃 (UTC)  | 18.90°       | 2月24日 16:20頃 (UTC)  | 26.75°       |
| 水星 | 2015年 | 5月 7日 4:50頃 (UTC)   | 21.18°       | 9月 4日 10:15頃 (UTC)  | 27.14°       |
| 水星 | 2015年 | 10月16日 3:15頃 (UTC)  | 18.12°       | 12月29日 3:10頃 (UTC)  | 19.72°       |
| 金星 | 2013年 | 11月 1日 7:55頃 (UTC)  | 47.07°       | (なし)                 |              |
| 金星 | 2014年 | (なし)                 |              | 3月22日 19:45頃 (UTC)  | 46.56°       |
| 金星 | 2015年 | 6月 6日 18:30頃 (UTC)  | 45.39°       | 10月26日 7:15頃 (UTC)  | 46.44°       |
| 金星 | 2016年 | (なし)                 |              | (なし)                 |              |

外側に軌道のある惑星（外惑星）の離角は理論的には0度～180度の値をとりうる。最大離角という言葉は、内惑星にのみ用いる。

## 合・衝・矩・留と最大離角
惑星と太陽が同じ方向にあるときを合（ごう）と言うが、こちらは地心視黄経が等しくなる瞬間であり、必ずしも離角が0度とは限らず（地心視黄緯が等しくないこともあるため）、また地心視黄経が等しいときに離角が最小とも限らない。太陽と惑星が反対の方向にあるときを衝（しょう）と言うが、こちらも地心視黄経の差が180度になる瞬間であって、離角が180度とは限らないので注意が必要である。同様に、矩（く）も、地心視黄経の差が90度・270度になる瞬間（東矩（とうく）・西矩（せいく））であるから、内惑星から見て外惑星が東矩のときに同時に、外惑星からみて内惑星が西方最大離角であるとは限らない（前者が地心視黄経の差で定義するのに対し、後者が地心真角距離で定義するため）。国立天文台『こよみ用語解説』によると、惑星の運行や相対位置を表す用語では、「留」は地心視赤経で、「合」「衝」「矩」は地心視黄経度で、「最大離角」は地心真角距離で定義されているので注意が必要である。

## 注
1. 1 2 3 4 5  国立天文台 暦計算室『こよみ用語解説』惑星現象
2. ↑  一方、『天文年鑑』では、観測に都合の良いよう「合」「衝」「矩」「最大離角」は赤道座標系を使っており、「合」は赤経差が0時間（0°）、「衝」は赤経差が12時間（180°）、「矩」は赤経差が6時間（90°）、「最大離角」は内惑星と太陽の赤経差が極大となる時の離角としている（離角そのものの極大時の離角ではない）。軌道傾斜角の大きい天体では、赤経の合・衝の時刻は黄経の合・衝の時刻と数日の差が生じることがある。